# Монумент Незалежності (Шимкент)
Монумент Незалежності — це 24-метрова тригранна стела у м. Шимкент, на якій споруджено восьмиметрову жіночу фігуру «Жер-ана» — «Мати-земля».
Пам'ятник розташований на площі «Ордабаси», на перетині трьох вулиць, що носять імена знаменитих біїв, що заклали основу єднання казахського народу — Толе-бі, Казибек-бі та Айтеке-бі.
Стела символізує єдність народу країни. На кожній грані стели вибиті висловлювання цих діячів пізнього середньовіччя, снування стели прикрашене національним орнаментом.
Автори монумента — Даурен Альдеков, Насир Рустемов та Бахитжан Аширбаєв. Зведення пам'ятника профінансовано бізнесменами області, вартість проекту — 48 млн. тенге.
Відкриття відбулося 22 вересня 2009 за участю творчих колективів і президента Республіки Казахстан Нурсултана Назарбаєва.